# Spółgłoska boczna zwarto-szczelinowa dziąsłowa dźwięczna
Spółgłoska boczna szczelinowa dziąsłowa bezdźwięczna – rodzaj dźwięku spółgłoskowego występujący w językach naturalnych. W Międzynarodowym alfabecie fonetycznym oznaczana jest symbolem [dɮ].

## Artykulacja
W czasie artykulacji podstawowego wariantu [dɮ]:
- modulowany jest prąd powietrza wydychanego z płuc, czyli artykulacja tej spółgłoski wymaga inicjacji płucnej i egresji (spółgłoska płucna egresywna)
- tylna część podniebienia miękkiego zamyka dostęp do jamy nosowej, powietrze uchodzi przez jamę ustną (spółgłoska ustna)
- prąd powietrza w jamie ustnej przepływa po bokach języka
- w początkowej fazie dochodzi do zwarcia języka z dziąsłami tak jak przy artykulacji spółgłoski [d]. Zamiast plozji następuje przejście do spółgłoski [ɮ] bez oderwania języka od dziąseł.
- więzadła głosowe drgają, spółgłoska ta jest dźwięczna.

## Występowanie
Spółgłoska boczna zwarto-szczelinowa dziąsłowa dźwięczna występuje w językach xhosa i salisz.